# Franco Semioli
Franco Semioli, född 20 juni 1980, är en italiensk mittfältare i  fotboll. Han spelar i den italienska Serie D-klubben Chieri.